# Aporosa alia
Aporosa alia är en emblikaväxtart som beskrevs av Anne M. Schot. Aporosa alia ingår i släktet Aporosa och familjen emblikaväxter. Inga underarter finns listade i Catalogue of Life.